# Euteliella
Euteliella là một chi bướm đêm thuộc họ Noctuidae.